# 日産・マーチ K13
マーチ K13は、日産自動車が2010年（平成22年）から製造しているコンパクトカークラスのハッチバック型乗用車である。日本国内向けの生産は2022年に終了した。ルノーからはパルスと呼ばれる兄弟車が発売された。

## 概要
2010年7月におよそ8年半ぶり、マーチにとって3度目のフルモデルチェンジを受ける。今回は日本国内での生産はなく、タイ・中国・インド（ルノー・パルスとの混産）・メキシコ（アグアスカリエンテス工場）・ブラジル・台湾の各工場での生産となる。日本仕様は追浜工場製からタイのタイ日産（旧：サイアム日産オートモービル）製に変更された。日本での月間販売目標台数は4000台と発表された。
2016年に発表された5代目モデルは日本へは導入されず、4代目モデルが継続して販売されていた。しかし、日本国内では税金の安価な軽トールワゴンと競合するようになり、晩年は販売不振が顕著になったことから、2022年8月末にタイでの日本向けの生産を終了して順次販売を終了することで、日本での40年の歴史に幕を閉じた。日本市場の小型車については日産・ノートに経営資源を振り向ける。

## メカニズム
プラットフォームはレイアウトの最適化とシンプルなボディ構造を追及し新開発されたVプラットフォームを採用。低重心化とタイヤを四隅に配列したデザインとしたことでリアトレッドを拡大すると共に、シル部も外側へ張り出したことでコンパクトでありながら踏ん張り感のあるプロポーションとした。また、後端はわずかに跳ね上がるような流線型のルーフラインとしたことで空力性能を高め、燃費向上に貢献した。また、特徴の一つである丸型ヘッドランプやアーチを描くサイドウィンドウはマーチのDNAである「フレンドリー」を継承する為、先代のK12型に近いデザインとした。
エンジンは軽量・コンパクト・低フリクションロスに優れた燃費効率を持つ新開発のHR12DE型直列3気筒DOHC12バルブエンジンに変更となり、トランスミッションはCVTに2段変速の副変速機を組み合わせた「新世代エクストロニックCVT」を全グレードに採用。また、「12X」と「12G」には信号待ちなどの停車時にエンジンを自動停止するアイドリングストップ機構を備える。このアイドリングストップ機構はアイドリングストップ作動中にステアリングを進行方向に切り始めるとエンジンが再始動するため、ドライバーの意図に合ったスムーズな発進を可能にしており、また、ブレーキペダルの緩め方一つでエンジンの再始動やアイドリングストップの維持などを車両が最適な判断を行うことで違和感を低減している。これらにより、「12X」・「12G」は26.0km/L（10・15モード）の低燃費を達成。アイドリングストップ機構を搭載しないグレードを含めて全車「平成17年基準排出ガス75%低減レベル（☆☆☆☆）」と「平成22年度燃費基準+25%」を同時に達成した。なお、日産では既存のエンジン車に次世代環境技術を搭載した"エンジン進化型エコカー"として「PURE DRIVE（ピュアドライブ）」を展開しており、4代目マーチは「PURE DRIVE」の第1弾として展開する。その証として、「12X」と「12G」にはリアに「PURE DRIVE」エンブレムが装着される。

## ラインアップ
グレード体系は装備を充実しながら130万円を切ったスタンダード仕様の「12S」、アイドリングストップ機構に加え、インテリジェントキー、カラードドアハンドル等を装備した充実仕様の「12X」、UVカット機能付プライバシーガラス（リアドア・バックドア）、オートライトシステム（フロントワイパー連動、薄暮れ感知機能付）、タコメーター、オゾンセーフフルオートエアコン、SRSカーテンエアバッグシステム等を装備した上級仕様の「12G」の3グレードを用意し、「12X」と「12G」には4WD車も設定される（4WD車のグレード名称は「12X FOUR」と「12G FOUR」）。また、オーテックジャパン扱いのカスタムカー「ボレロ」もモデルチェンジを行い、同日に販売を開始した。販売開始当初、ボディカラーは9色（うち、特別塗装色3色）が設定されていたが、「12S」は「バーニングレッド」、「パシフィックブルーパールメタリック」、「シャンパーニュゴールドメタリック」を除く6色、「ボレロ」は4色であった。
なお、3点式シートベルト（前席のみプリテンショナー機構、ロードリミッター機構も付く）、EBD付きABSが全グレードで全席標準装備。「12G」以外でもオプションでサイド・カーテンエアバッグが選択できる。
2021年1月30日、改良新型版を3月、メキシコ市場で発売すると発表した。本格的なマイナーチェンジは8年ぶりとなる。改良新型の特長が、新デザインのフロントマスクである。Vモーショングリルの巨大化と、グリルと一体感を持たせた新デザインのヘッドライトによって、表情を一新している。なお、改良新型マーチには、6グレードが用意される。そのうちのいくつかのグレードには、ツートンカラーのオプションが選択できる。最上位グレードには、「Nissan Connect Finder」を搭載する、としている。また、日本での発売はされない。
受賞歴
2010年12月 - スプリンググリーン外装＋ブラック×アイボリー内装が、オートカラーアウォード2011ファッションカラー賞を受賞。

## マーチNISMO
ジュークやZ34型フェアレディZに続くプレミアムスポーツバージョン（実質的にコンプリートカー扱い）である「NISMO」シリーズの第3弾。2013年6月のマイナーチェンジと同時に新しく設定された。マーチNISMOでは他の車種と異なり、モータースポーツファンやスポーツドライビング志向のユーザーのみならず、より幅広い層のクルマ好きユーザーにも提供できるよう、「NISMO」および「NISMO S」の2グレードが設定された。
エクステリアはSUPER GTに参戦する日産・GT-Rのエアロダイナミクステクノロジーを取り入れており、空力特性を向上させるべく前後のバンパー形状を変更している。そこに赤いアクセントを差し入れることで、デザインを全体的に引き締めている。フロントスポイラーはセンター部を持ち上げた形状にして、ダウンフォースを発生させる。一方でリヤは専用ルーフスポイラーとリヤバンパーによって空気抵抗を低減させている。サスペンションもスプリングやショックアブソーバーが専用にチューニングされており、専用16インチアルミホイールとPOTENZA RE-11（206/45R16ラジアルタイヤ）を装備することで、すぐれた操舵感とフラットな乗り心地を実現した。

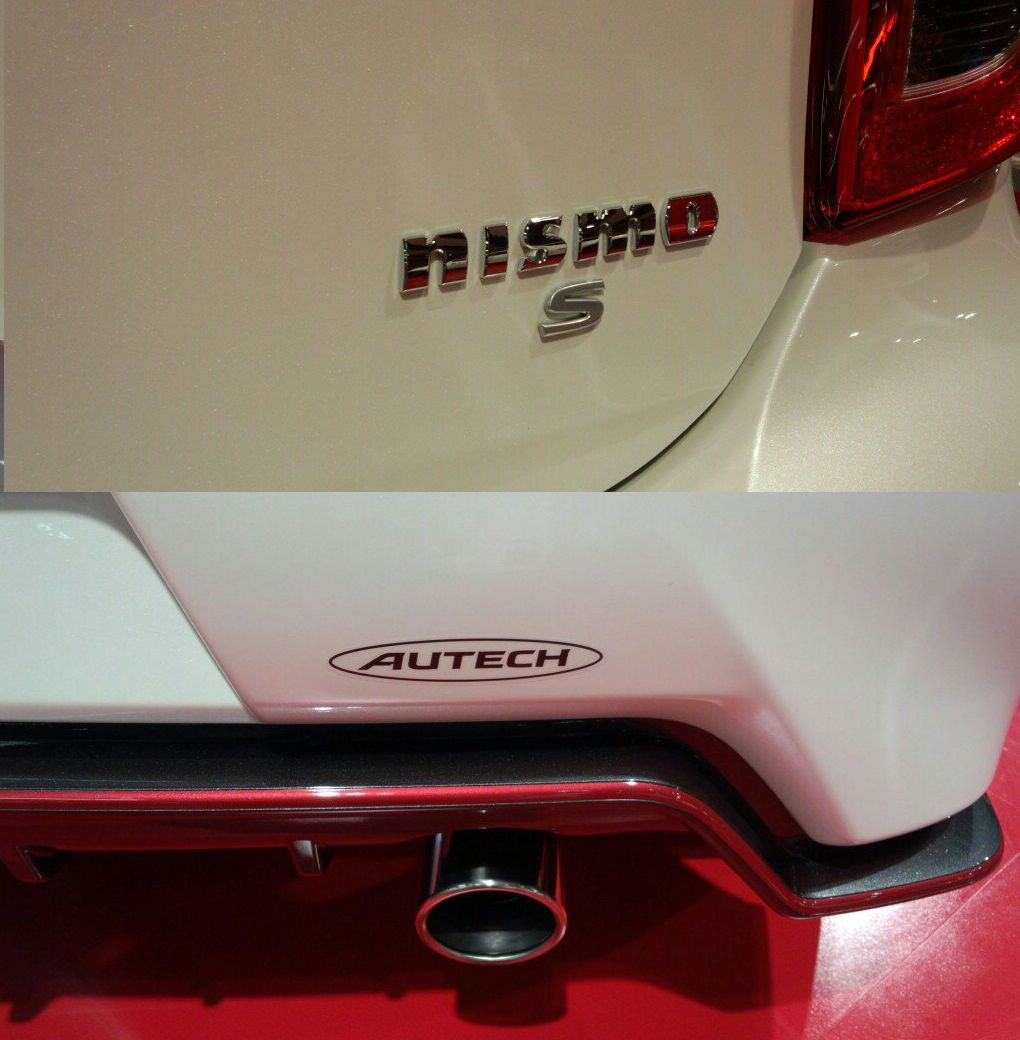
「NISMO S」エンブレムと「AUTECH」エンブレム

「NISMO」は、「X」をベースとした低燃費・エコ志向の1.2L・CVT車である。ちなみにスポーティー仕様にも関わらずメカニズムや生産上の都合からか、ベースとなった「X」同様にタコメーターは標準装備されていない。インテリアにはあまり変化はないものの、赤いセンターマークを配置したアルカンターラ巻の専用ステアリングホイールが装備される。
「NISMO S」は、「S」をベースとして海外向けに設定されているHR15DE型エンジンにチューニングを施して出力・トルク共に大幅アップさせた専用仕様のエンジンを搭載し、車体剛性のアップも行ったパフォーマンス志向の1.5L・5MT車（なお、5MT車は海外向けでは設定があるが、日本国内向けでは4代目にフルモデルチェンジされてから設定されず、今回の「NISMO S」が日本国内向けでは唯一の5MT車となる）。これに併せて専用設計されたチューニングコンピューター、エキゾーストシステム、サスペンション、ブレーキシステムを装備している。このほか、「NISMO S」にはNISMOロゴの刻印が入ったタコメーター、および220km/hまで表示されたスピードメーターが付いた2眼式コンビネーションメーター、専用スポーツシートや専用アルミペダルなどが装備される。
ハンドリングは回頭性を重視したセッティングで、電動パワーステアリングも含めて、俊敏で応答遅れの小さい、一体感のあるハンドリングを実現している。エンジンの特性について、先代にあたるマーチ12SRはしなやかで、挙動が掴みやすく限界付近でもマイルドだったが、マーチNISMO Sはロールを抑えて限界を高め、コーナリング性能に特化している。
ボディカラーは既存の「ピュアブラックパールメタリック」と「ブリリアントシルバーメタリック」に加えて、NISMO専用色の「ブリリアントホワイトパール3コートパール（特別塗装色）」の3色展開となる。この「ブリリアントホワイトパール3コートパール」は2014年5月の一部仕様向上に伴い、他のグレードでも設定できるようになった。
製造については、他のモデルと同じくタイでの生産となるが、「NISMO」シリーズについては半完成車状態で輸入される。つまりライトやバンパーは仮装着された状態で輸送され、追浜工場で納車前検査を受けた後、オーテックジャパンに移されてNISMOがデザインした専用パーツを装着する。この手法はカスタムカーのボレロも同様の手法を採っている。

## 年表
2010年3月2日
2010年ジュネーブモーターショーにて4代目「マイクラ」を世界初披露。欧州向け仕様ではトランスミッションに日本では販売開始当初設定されていなかった5速MTの設定がある。
2010年3月12日
タイ日産自動車の工場にてオフライン式を挙行。タイでは翌13日より予約注文を受け付け、同月26日より販売を開始した。
2010年4月23日
北京モーターショーにて中国向け「マーチ」（中国名「瑪馳」）を披露。中国市場への導入は初めてで、エンジンは1.5L・直4のHR15DE型が搭載されている。
2010年5月24日
インド日産がルノー・日産アライアンスのチェンナイ工場にてインド向け「マイクラ」の生産を開始。
2010年6月
タイ国外向け輸出を開始。
2010年7月13日
日本国内仕様をフルモデルチェンジ。同時にリアのナンバープレート位置がバックドア上からバンパー上に変更された。
2010年8月30日
中国にて販売開始。生産は現地合弁会社、東風汽車有限公司。
2011年3月4日
メキシコ日産のアグアスカリエンテス工場にて「マーチ」の生産を開始。
2011年6月22日
2011年5月末時点で初代モデル発売からの累計販売台数が600万台（派生車のマイクラC+Cを含む）を達成したことを発表。
2011年6月30日
一部仕様変更。12X/12X FOURで装備内容の見直しを行い、車両本体価格を30,450円値下げ。ボディカラーは「12X」系、「12G」系専用色で入れ替えが行われ、「シャンパーニュゴールドメタリック」を廃止する替わりに新色の「サンライトオレンジメタリック（オプションカラー）」を追加。さらに、「12S」をベースに、電動格納式リモコンカラードドアミラー、電源ソケット（DC12V）、UVカット断熱グリーンガラス（フロントドア）などを装備した「12S Vパッケージ」を新設した。
2011年10月29日
インドにてルノーがマイクラ（マーチ）をベースとする小型車「ルノー・パルス」 (Renault Pulse) を発表。フルエンス、コレオスに続くルノー・インディア三番目の車種となり、マイクラとは異なるグリルデザインが与えられている。エンジンはK9K型1.5Lディーゼルのみの設定となる。製造はマイクラ同様チェンナイ工場にて行われる。
2011年12月
裕隆日産汽車を通じて台湾で生産・販売開始（K11型からのフルモデルチェンジとなる）。
2012年4月24日
仕様変更。「12X」・「12G」においてCVTのさらなる高効率化などによって燃費を向上。これにより、「平成27年度燃費基準+10%」を達成。併せて、「12S」は「12S Vパッケージ」への統合により廃止された。
2012年5月23日
光岡自動車に「ビュート」として、ベース車供給開始。ビュートは、K11〜K12型もベースにしていた。
2012年10月31日
マーチ発売30周年を記念して、特別仕様車「30th Happiness」を発表（12月4日発売）。「12X」系をベースに、リアドアとバックドアにプライバシーガラス（UVカット断熱機能付）を装備するとともに、フロントバンパーロアグリル・アウトサイドドアハンドル・インナードアハンドルにメッキ加飾を施した。
併せて、一部仕様の見直しを行い、「12X」系は従来、プライバシーガラスとセットでメーカーオプション設定となっていたカーテンエアバッグの単体設定が可能になり、ボディカラーは「12X」系・「12G」系で変更が行われ、「パシフィックブルーパールメタリック」を廃止、赤系は「バーニングレッド」から「ラディアントレッドパールメタリック」に差し替えとなった（「12S」・「ボレロ」は変更なし）。
2013年3月23日
タイ日産がマーチをフェイスリフトして発売。フロントデザインを一新し、フロントグリルにはVシェイプのメッキ加飾を（併せて、フロントの日産CIはフロントグリルに組み込まれる）、ヘッドランプにはクロームアクセントをそれぞれ加え、フロントバンパーとフロントバンパーロアグリルのデザインも変更された。リアデザインはハイマウントストップランプをLED式に変更するとともに、リアコンビランプとリアバンパーのデザインも変更された。
2013年6月4日
フェイスリフトした欧州向けマイクラが発表される。
2013年6月24日
日本仕様をマイナーチェンジして発売。
外観上の変更は先に発表されたタイ仕様に準ずる。ボディカラーは「スプリンググリーンパールメタリック（オプションカラー）」を廃止する替わりに、新色の「ナデシコピンクパールメタリック」と「オリーブゴールドメタリック（オプションカラー）」を追加した。内装ではシートとドアのスウェード調クロスにエンボスパターンを採用し、センタークラスターのデザインを変更した。グレード体系は新たに「X Vセレクション」・「X FOUR Vセレクション」を追加するとともに、既存グレードは「12S Vパッケージ」は「S」に名称を戻すとともに、他の既存グレードも排気量を示す数字を省いたグレード名称となった。
最上位グレードの「G」系は上記変更に加え、アウトサイドドアハンドル、エアコンセンター吹き出し口ノブ、インナードアハンドルをメッキ化するとともに、シートにシルバー色のステッチを追加し、スピードメーター廻りにクロームリングを追加。内装色にはプラムが設定され、ピアノ調センタークラスターフィニッシャーとオゾンセーフフルオートエアコンのセットオプションが新たに設定された。
オーテックジャパン扱いのカスタムカー「ボレロ」もマイナーチェンジを行い、カタロググレードでは「G」系に装備されるメッキアウトサイドドアハンドルが追加されたほか、オプションには専用リヤバンパーモールや専用ホイールデカールを設定した。また、ボディカラーは「ピュアブラックパールメタリック」に替わり、新色の「ナデシコピンクパールメタリック」が設定された。
ライフケアビークルの「アンシャンテ 助手席回転シート」もマイナーチェンジが施され、乗車中の姿勢保持ができる「つり革グリップ」や助手席側Aピラーに装着する「乗降用グリップ」も設定される。
さらに、「マーチNISMO」を12月に発売することを発表し、同日から受注受付が開始された。
2013年7月3日
インド日産がフェイスリフトしたマイクラを発売。MTに加えてCVTも設定されたが、これは同国のプレミアムハッチバック市場で初めてのことである。価格は47.9万ルピーからとなる。
また、廉価版のマイクラアクティブも併せて発売された。フェイスリフト前のマイクラをベースに新デザインのフロントグリルおよびバンパー（フォグライトなし）が与えられている。パワートレーンは1.2Lガソリンエンジンと5速MTの組み合わせのみとなり、4グレードが設定される。価格は35万ルピーからとなる。
2014年1月9日
カナダ市場にマイクラが21年ぶりに再投入されることが発表された。16日から開催されるモントリオール国際オートショーにて正式にデビューする。
2014年5月19日
日本で一部仕様向上。
既存の廉価グレード「S」をベースに、最上位グレードである「G」系と同じプラムの内装色を採用するとともに、シルバーフィニッシャーを随所に配し、フロントにドアトリムを追加。フロントバンパーロアグリルやアウトサイドドアハンドルにメッキ加飾を施し、後席を6:4分割の可倒式シートに変更した新グレード「S PLUM interior（プラムインテリア）」を追加。
さらに、全車にVDCが標準装備されたほか、ボディカラーは特別塗装色で変更が行われ、「X」系・「G」系専用色の「サンライトオレンジメタリック」を廃止する替わりに新色の「カプリブルーメタリック」を追加し、白系は「ホワイトパール3コートパール」から「NISMO」専用色だった「ブリリアントホワイトパール3コートパール」に差し替え。「ラディアントレッドパールメタリック」は「S」でも設定ができるようになった。
2016年1月1日
日本において、近年の為替変動による原材料や部品価格、物流コストの高騰に伴い、希望小売価格の改定を実施し、グレードにより、税込14,040円〜21,600円の値上げを行った。
2016年4月1日
オーテックジャパンより、エンジンのチューニングやボディのワイドトレッド化を始めとする特別架装を施した、同社創立30周年記念車「Bolero A30」を限定30台で発売する事が発表された。販売については期間を設けた上で同社ホームページより商談申し込みを受け付け、応募多数の場合は抽選といった特殊な方法が用いられた。希望小売価格は税込3,564,000円であった。
2016年12月
パルサーハッチ/パルサーセダンとともに、オーストラリアでの販売を終了。
2017年3月1日
広報発表なしの一部仕様変更を実施。警告表示灯に関する法規への対応が図られたほか、ボディカラーの「オリーブゴールドメタリック（特別塗装色）」と「クリスタルライラックチタンパールメタリック（特別塗装色）」を廃止して7色に整理。グレード体系も整理され、「X Vセレクション」・「X FOUR Vセレクション」への統合の為、「X」・「X FOUR」を廃止した。
ベースグレードでの一部ボディカラーの廃止を受けて、オーテックジャパン扱いの「ボレロ」はボディカラーの入れ替えを行い、「クリスタルライラックチタンパールメタリック（特別塗装色）」を廃止し、新たに「ブリリアントシルバーメタリック」を追加した。
2017年7月5日
新グレード「パーソナライゼーション」を追加。
「X Vセレクション」系と「G」系に設定されており、電動格納式リモコンドアミラー（ドアロック連動自動格納機能付）とアウトサイドドアハンドル（フロント・リア）をブリリアントホワイトパール3コートパールに、フルホイールカバーをホワイトパールにそれぞれ変更した。
また、ボディカラーの拡充を行い、「チタニウムカーキパールメタリック（特別塗装色）」と「ダークブルーパール」の2色の新色を加える（ただし、「パーソナライゼーション」系グレードは除く）とともに、前期型に設定されていた「スプリンググリーンパールメタリック（特別塗装色、「S プラムインテリア」・「G」系・「G パーソナライゼーション」系を除く）」と2011年6月の一部仕様変更から2014年5月の一部仕様向上まで設定されていた「サンライトオレンジメタリック（特別塗装色）」の2色を復刻したことで、11色に拡大した。
2020年7月16日
一部仕様向上。
安全装備が強化され、インテリジェント エマージェンシーブレーキ、踏み間違い衝突防止アシスト、ハイビームアシスト、LDW（車線逸脱警報）を「NISMO」・「NISMO S」を除く全車に標準装備された。また、ボディカラーは特別塗装色のオレンジ系が変更となり、「サンライトオレンジメタリック」に替わって新色の「プレミアムホライズンオレンジパールメタリック」が設定された。
オーテックジャパン扱いの「ボレロ」も一部仕様向上され、ベース車同様に安全装備の強化に加え、センタークラスターフィニッシャーをピアノ調、ボーダー柄の専用シート地をブラックとした「ブラックインテリア」が追加されたほか、ボディカラーは「ブリリアントシルバーメタリック」を廃止する替わりに、「チタニウムカーキパールメタリック（特別塗装色）」と「ピュアブラックパールメタリック」の2色が追加され、5色展開となった。
なお、今回の一部仕様向上でWLTCモードによる排出ガス・燃料消費率に対応し、「平成30年排出ガス基準50%低減レベル（☆☆☆☆）」認定を新たに取得。また、4WD車が廃止となり、2WD車のみの設定となった。
2021年1月30日
メキシコ日産がマーチのフェイスリフトを行い、3月から発売すると発表した。フロントマスクは全面刷新され、Vモーショングリルとヘッドライトが一体感のあるデザインとなった。ツートーンのボディカラーを一部グレードにオプションで設定。Apple CarPlay・Android Autoに対応したタッチパネル式オーディオなどを装備する。
2022年8月31日
日本向けの生産を終了し、在庫がなくなり次第販売を終了することを発表した。
2022年12月25日
日本向けの販売を終了。日本市場の小型車については日産・ノートに経営資源を振り向ける。

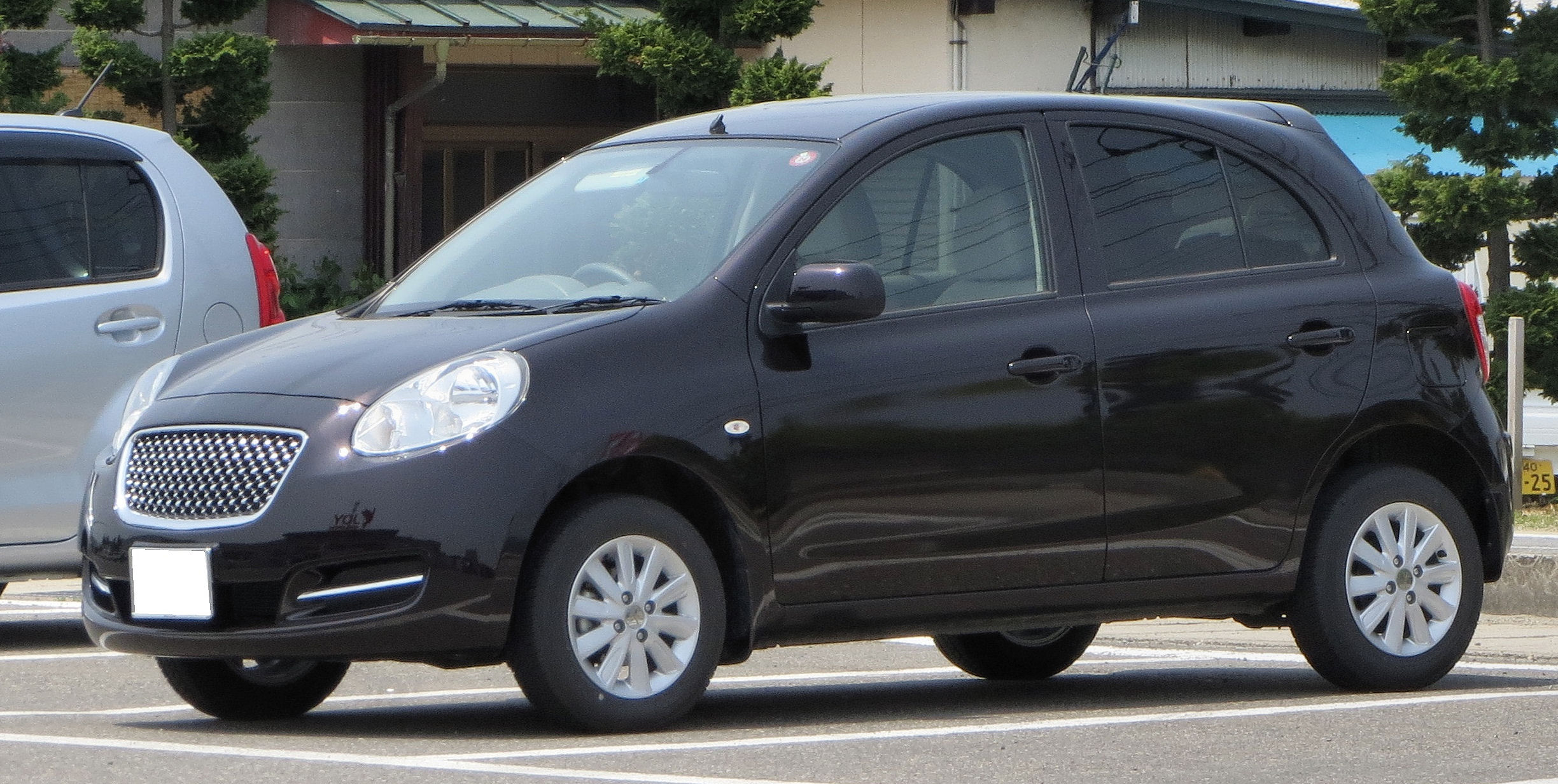
ボレロ（2010年7月発売型）
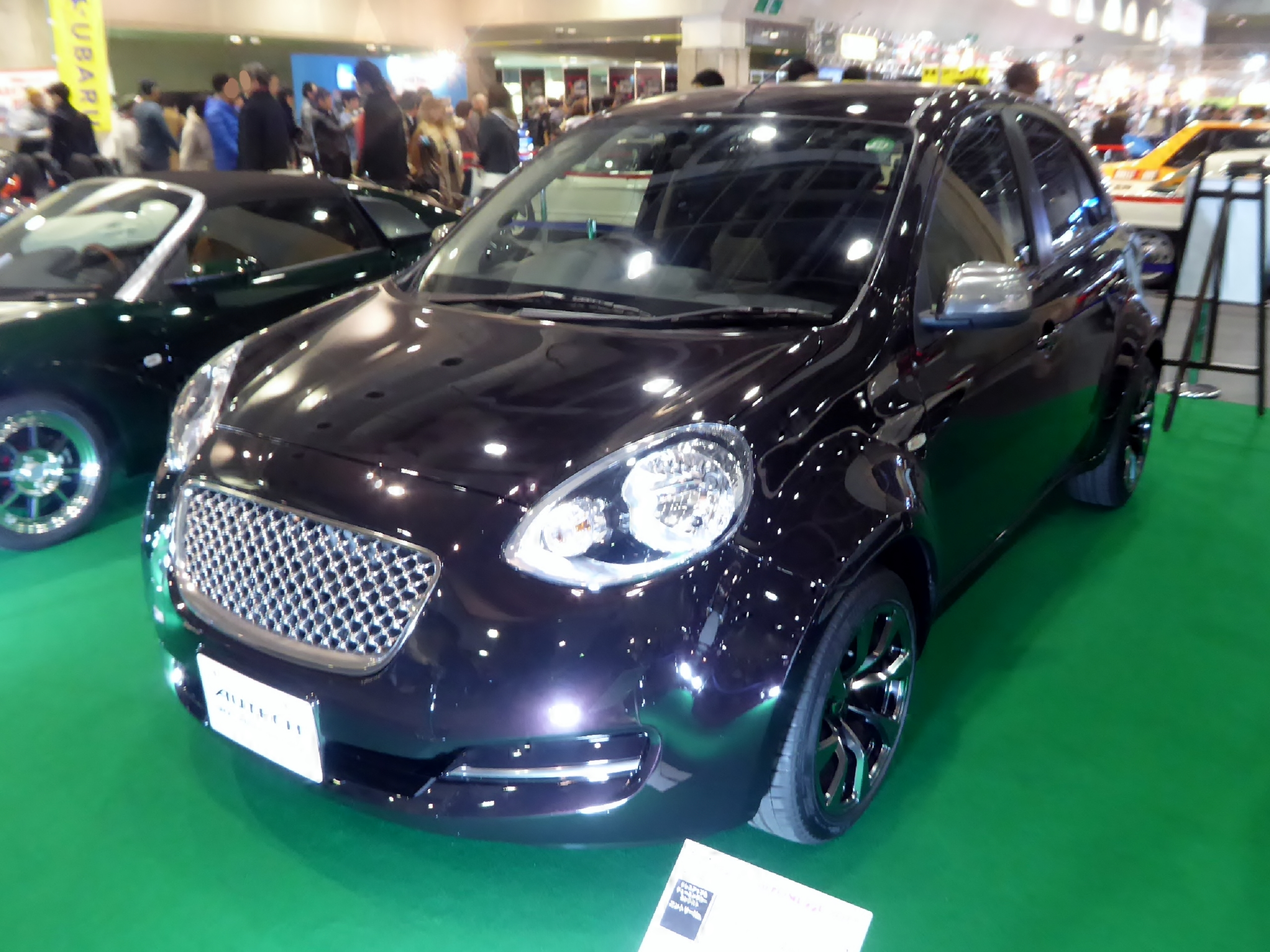
ボレロA30（2017年大阪オートメッセの展示車両）
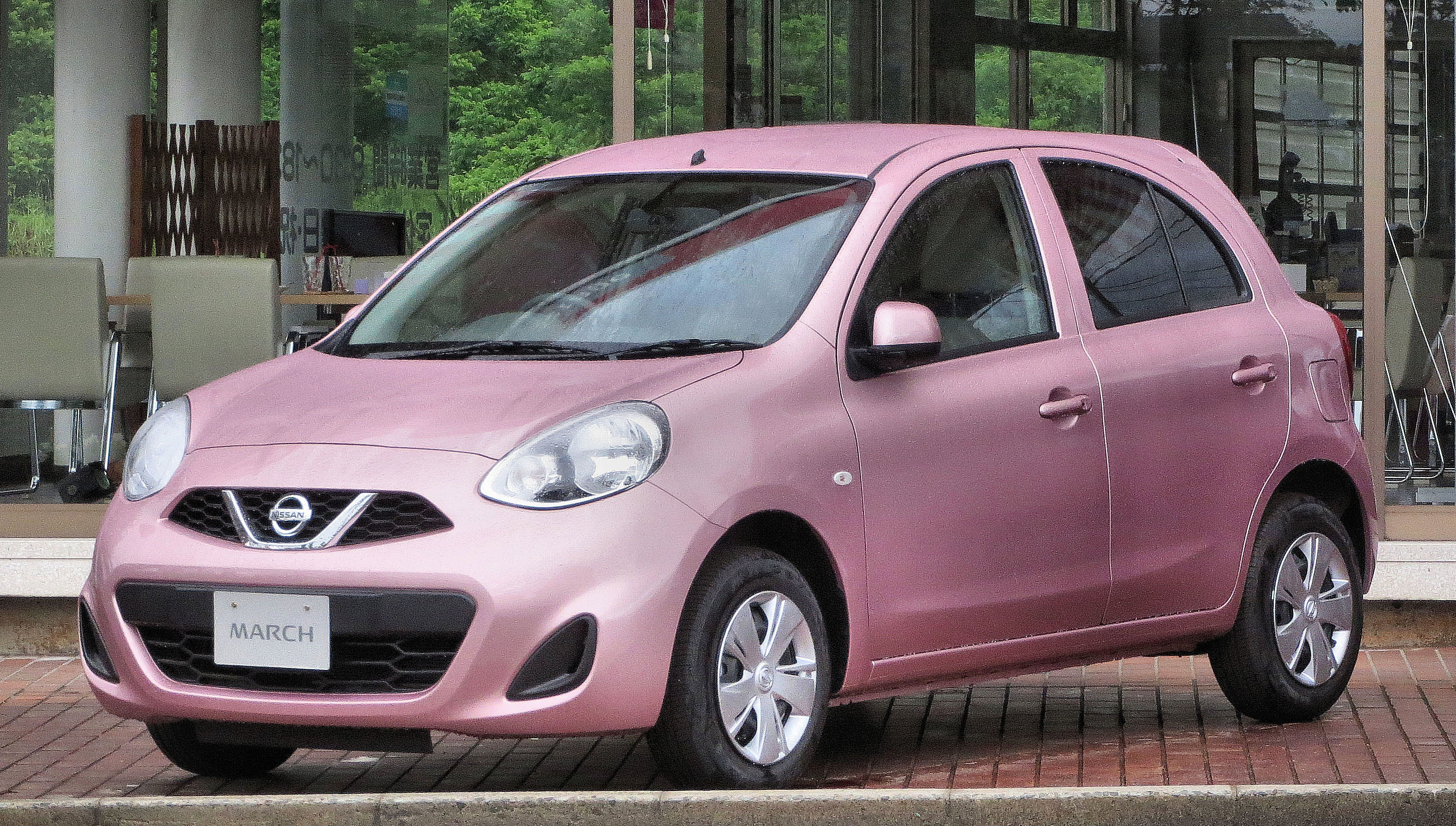
12X Vセレクション(2013年6月発売型　後面)
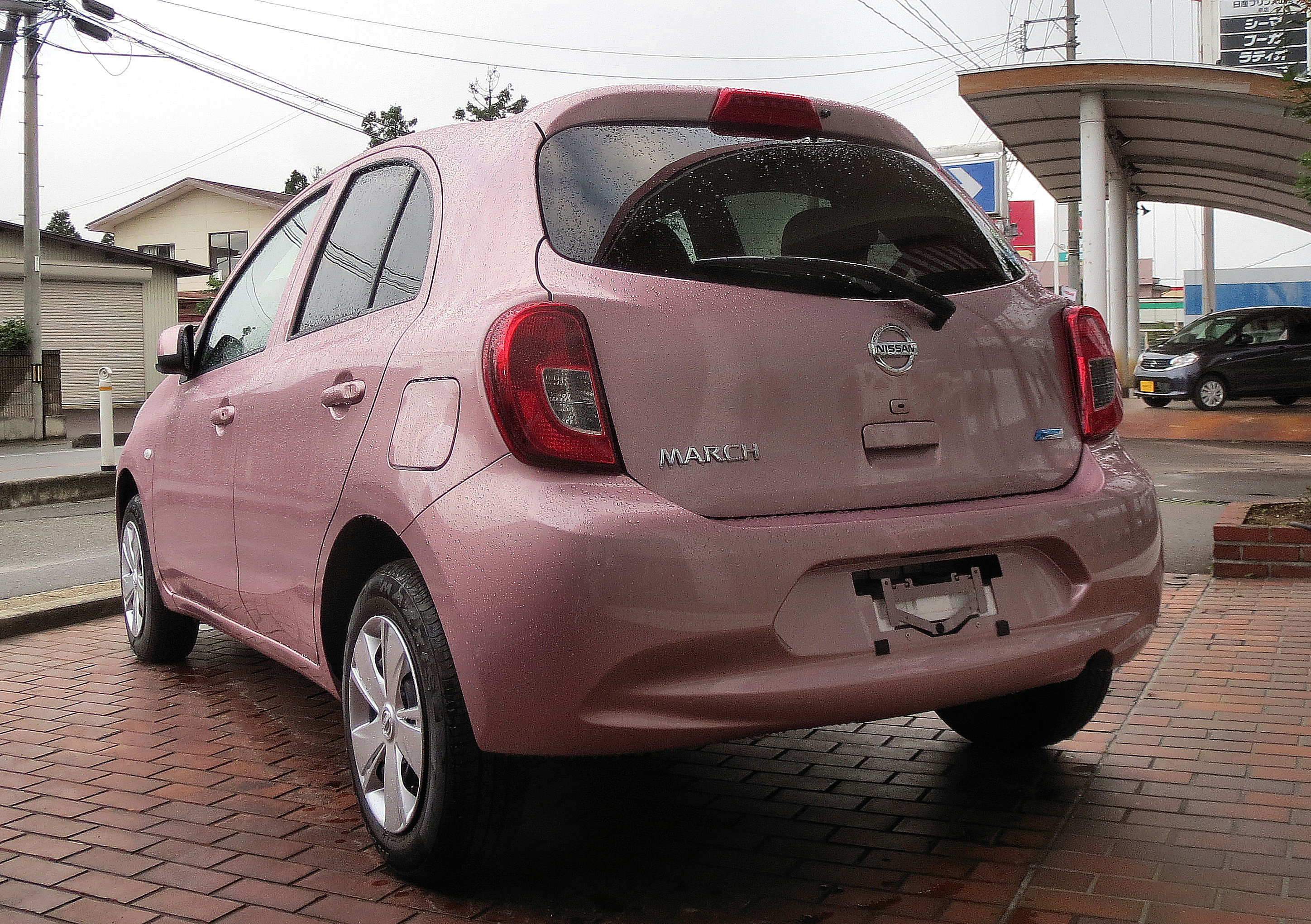
12X Vセレクション(2013年6月発売型　後面)

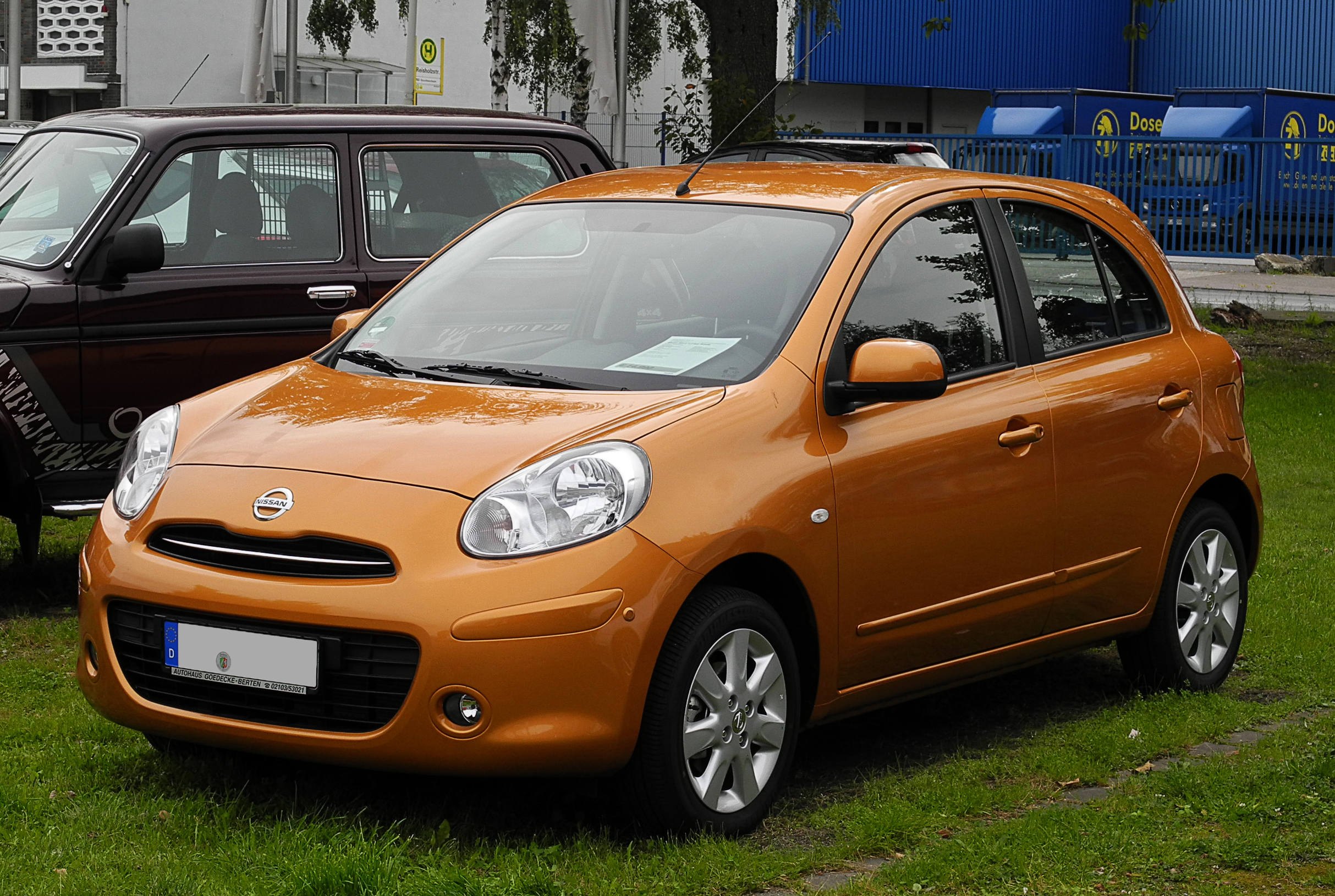
マイクラ（2010年7月発売型　前面）
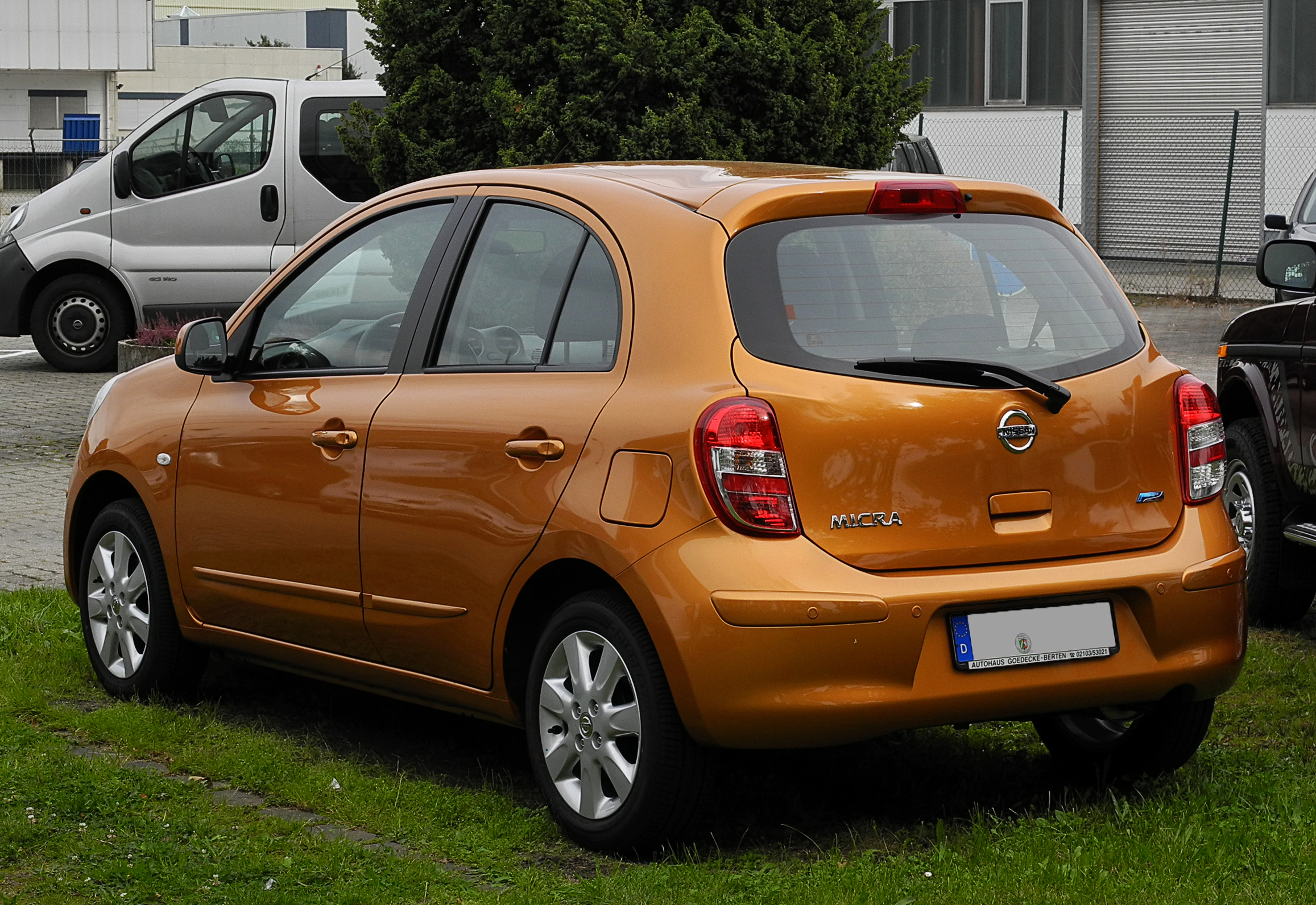
マイクラ（2010年7月発売型　後面）

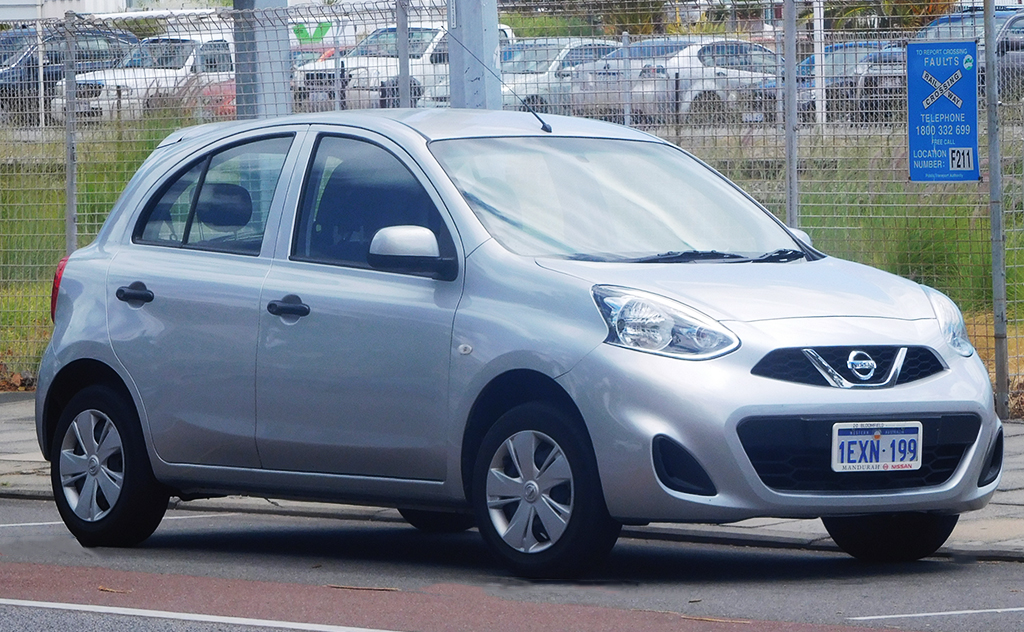
マイクラ（2015年発売型、カナダ仕様　前面）
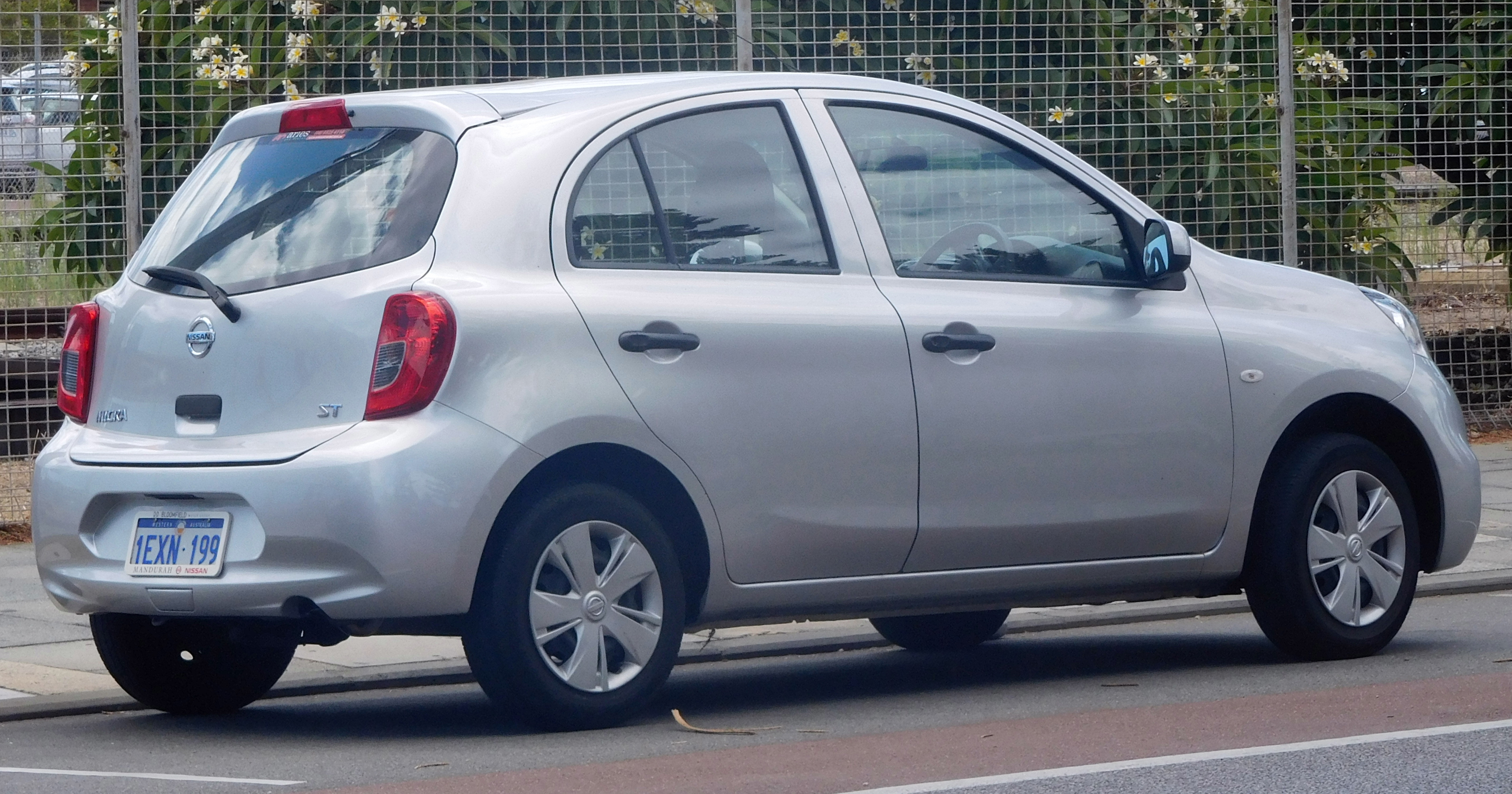
マイクラ（2015年発売型、カナダ仕様　後面）
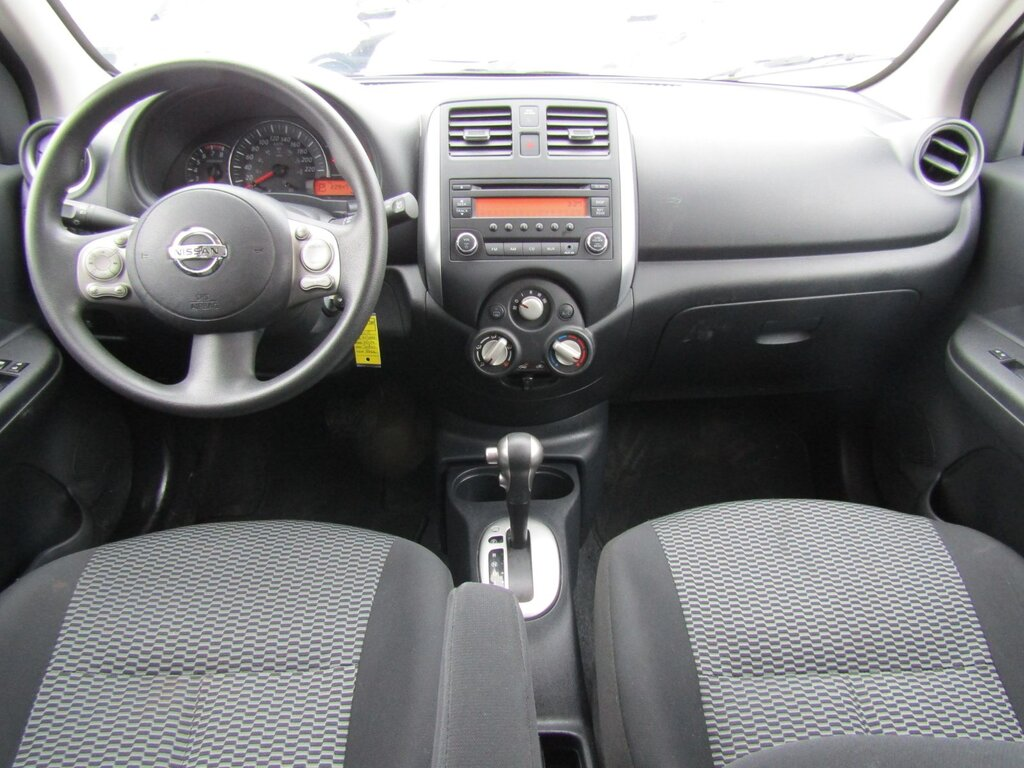
マイクラ（2015年発売型、カナダ仕様　室内）

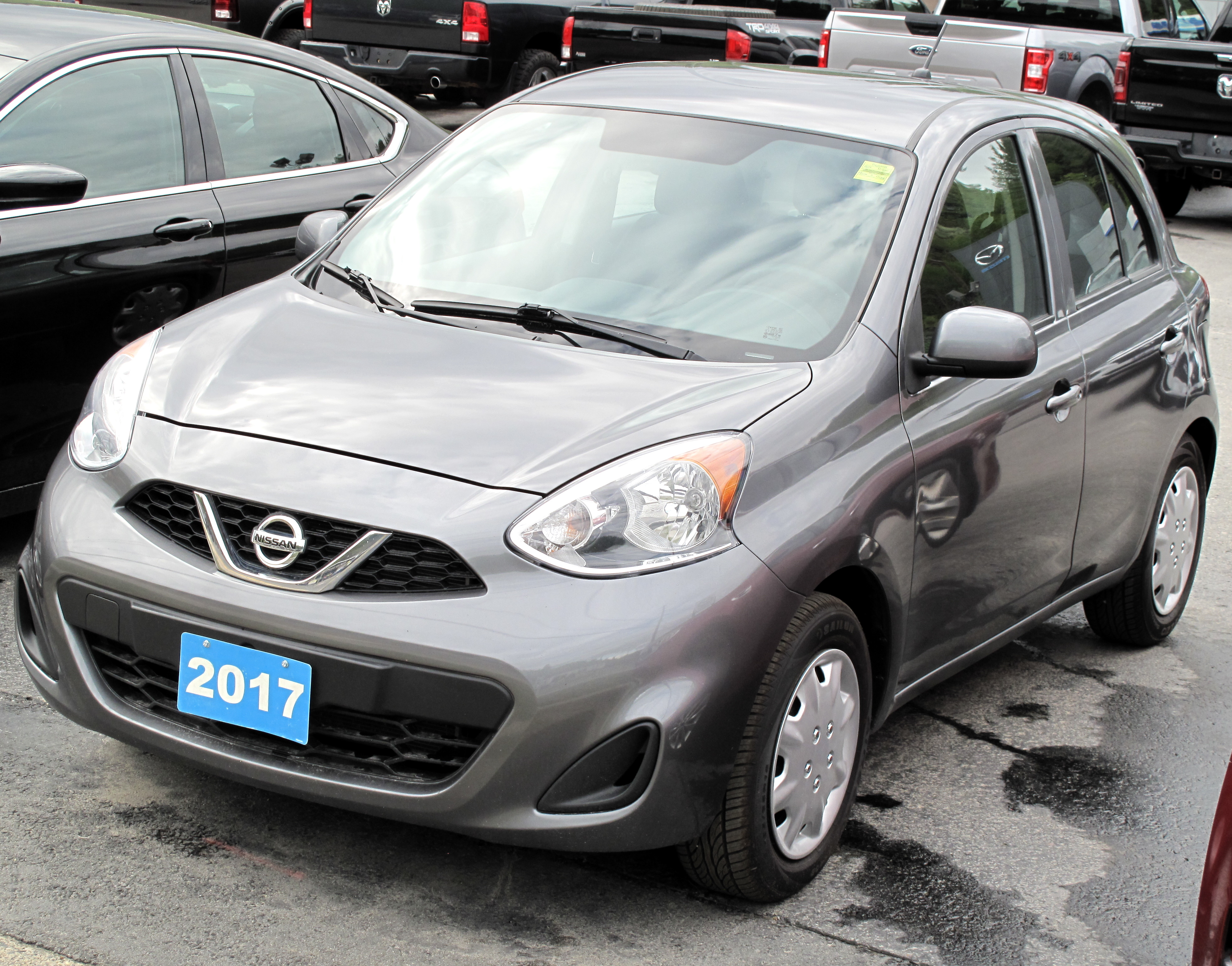
マイクラ（2017年発売型、カナダ仕様　前面）
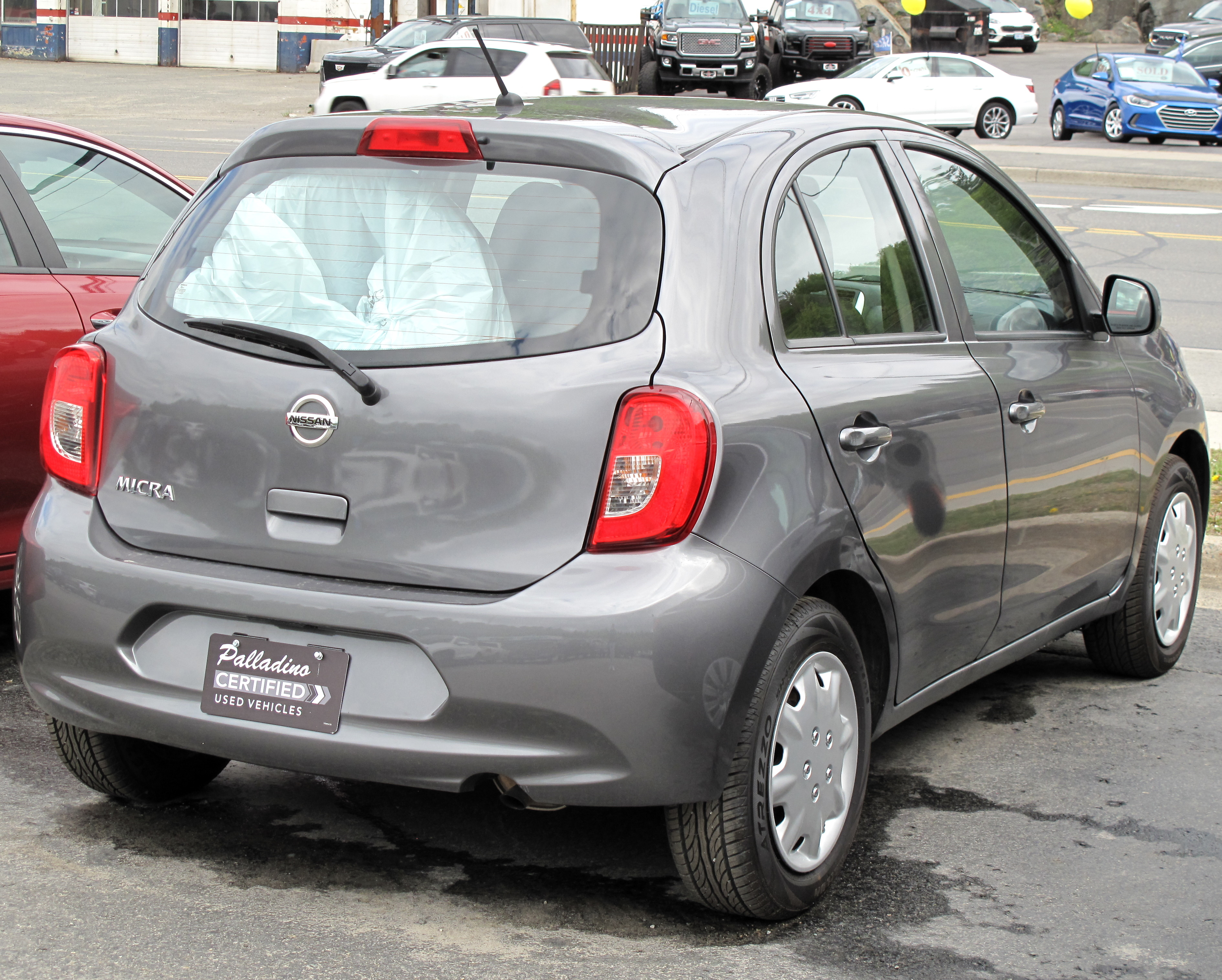
マイクラ（2017年発売型、カナダ仕様　後面）
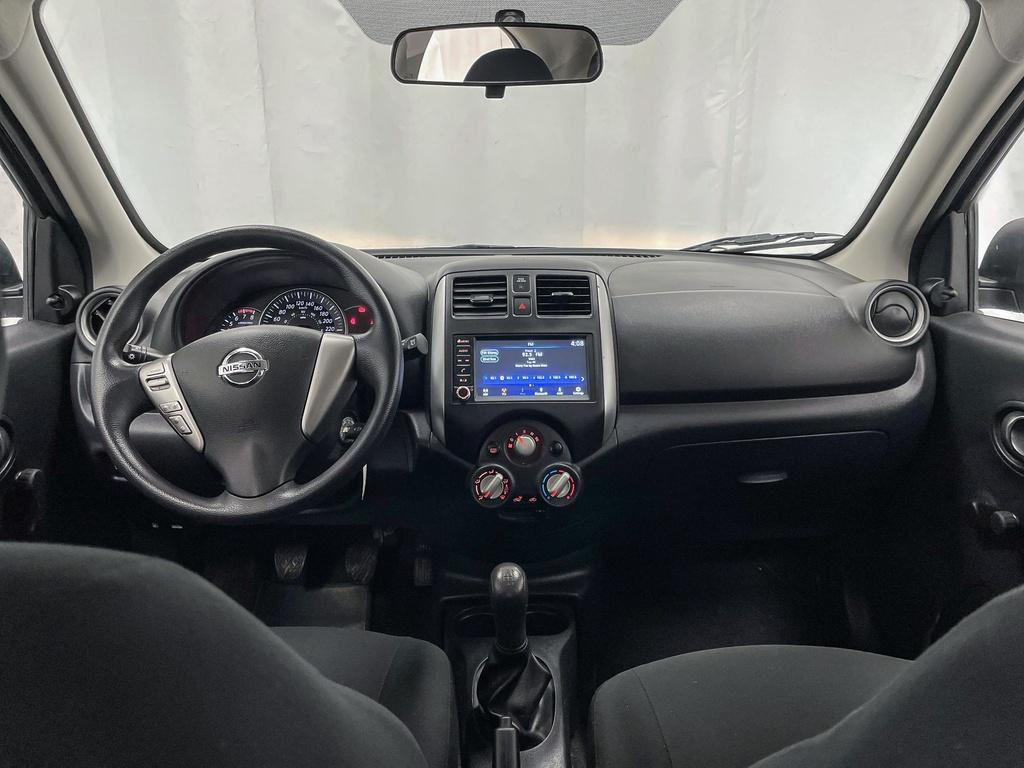
マイクラ（2019年発売型、カナダ仕様　室内）

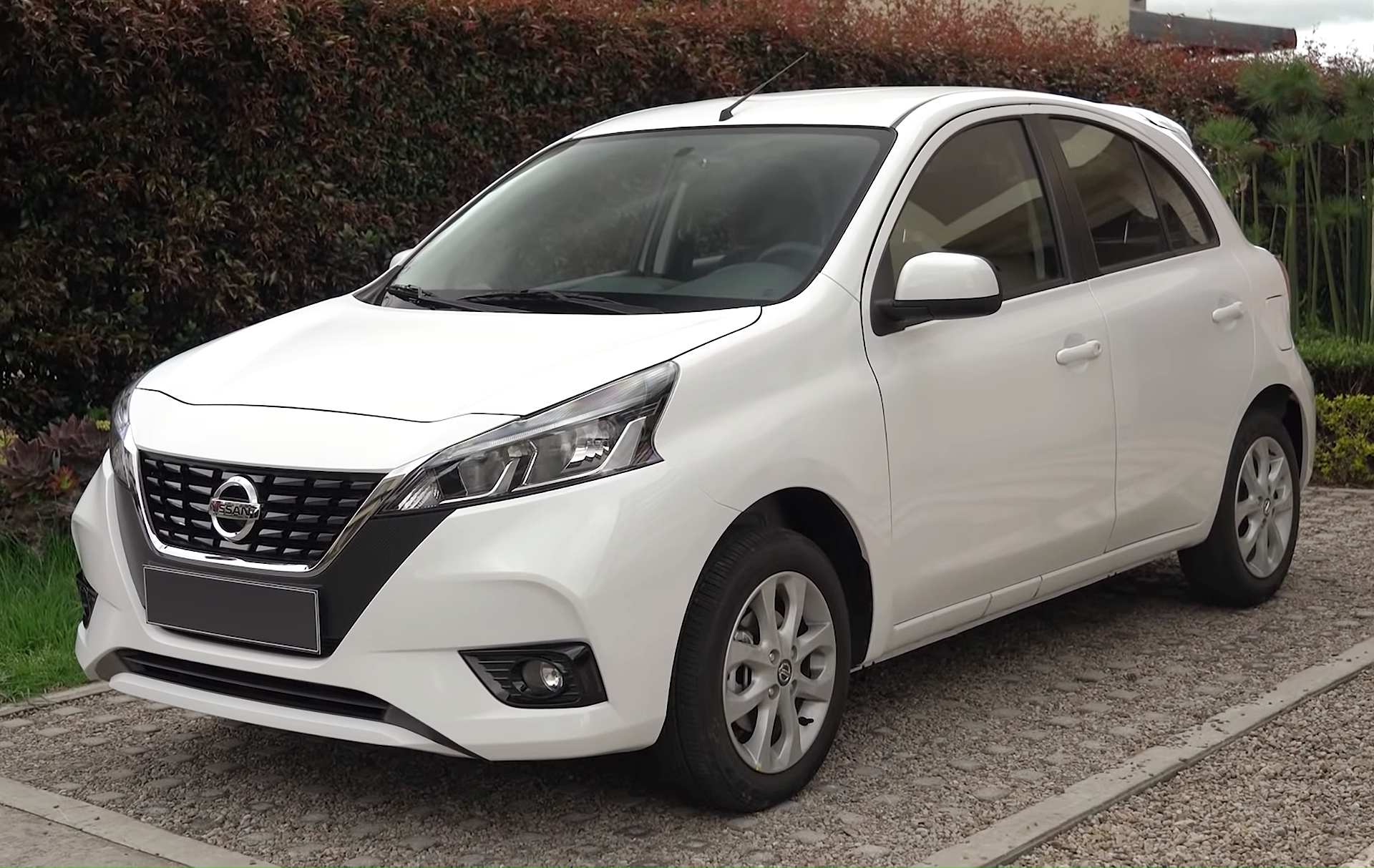
マーチ（2021年1月発売型、コロンビア仕様　前面）
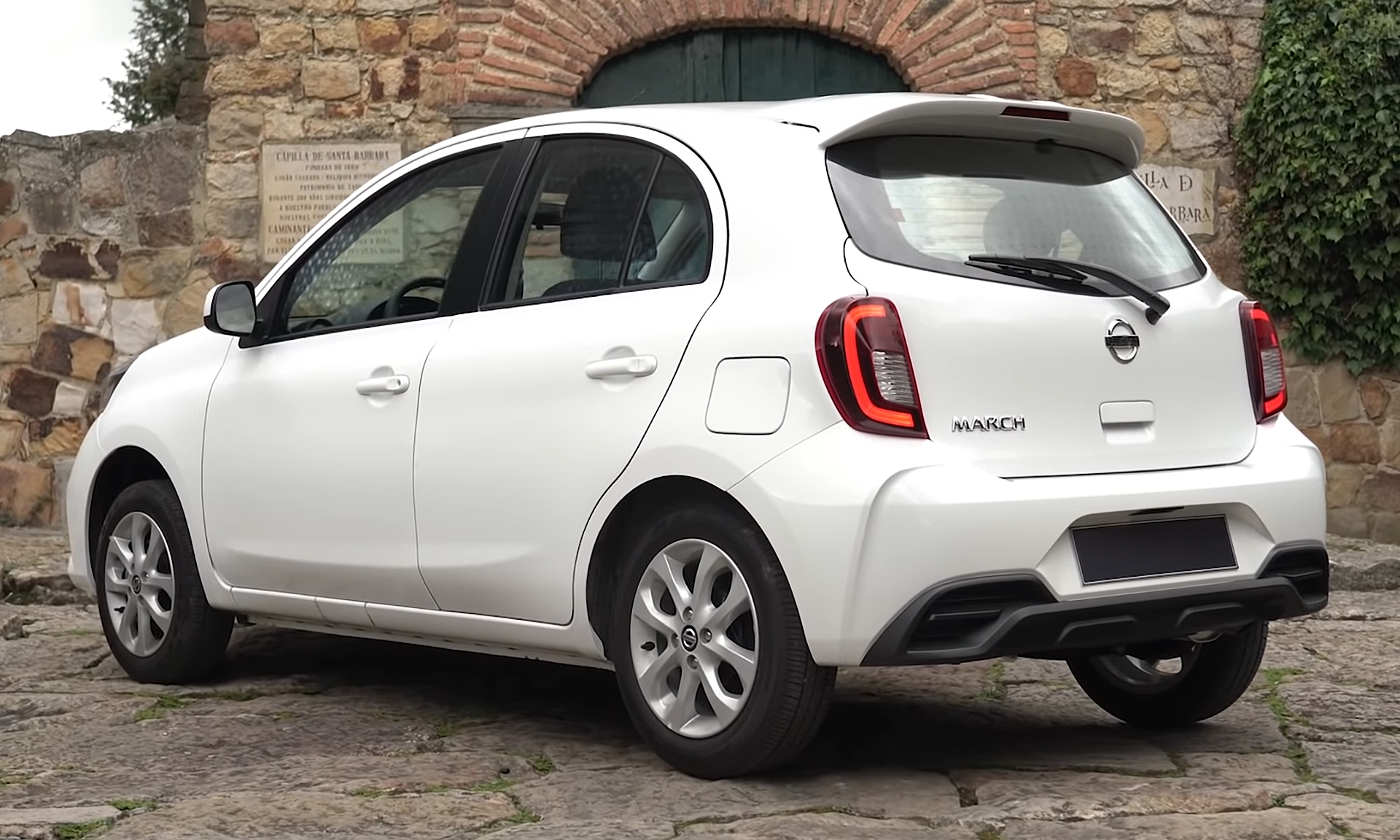
マーチ（2021年1月発売型、コロンビア仕様　後面）
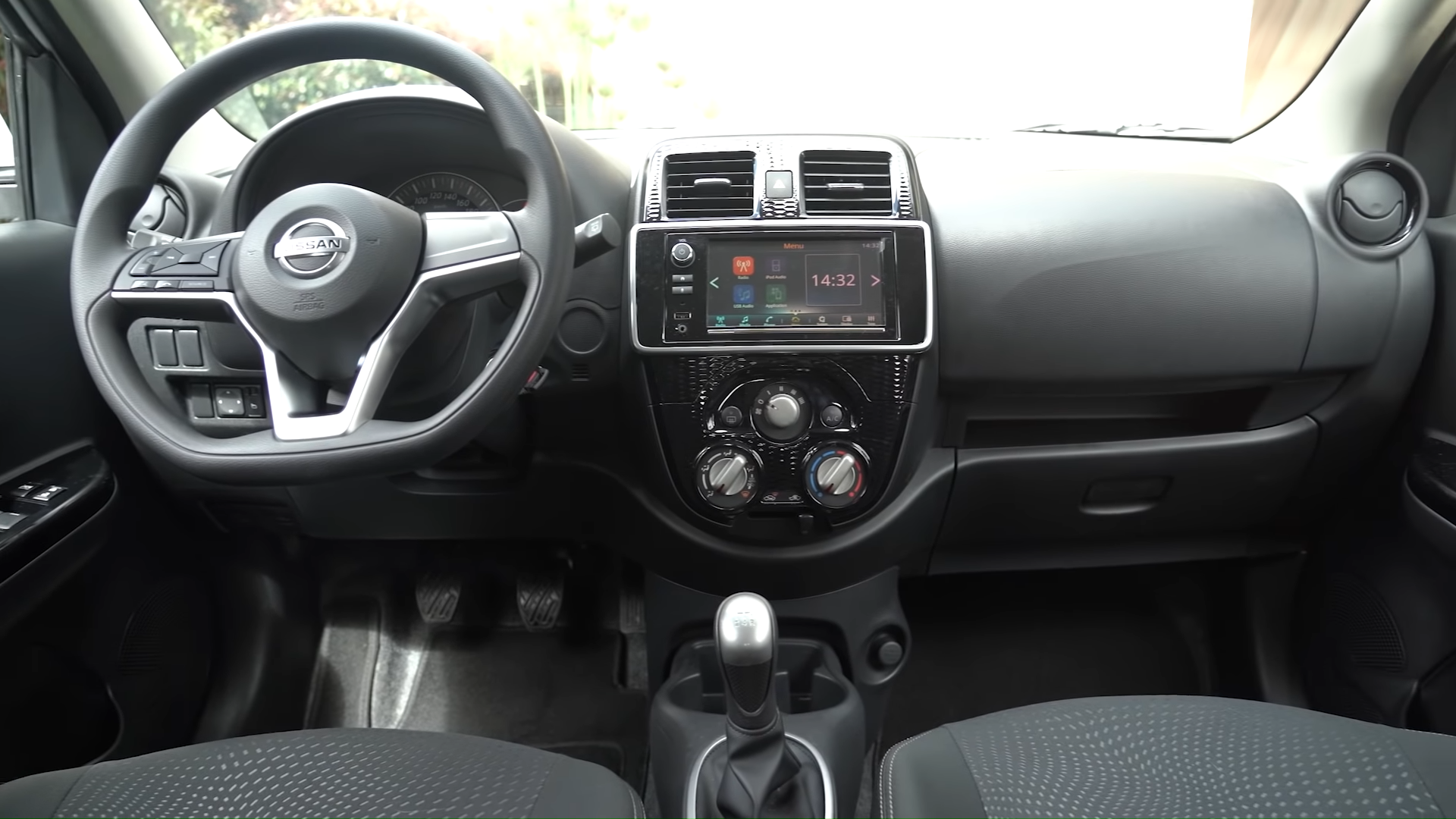
マーチ（2021年1月発売型、コロンビア仕様　室内）